# Adoxastia
Adoxastia är ett släkte av skalbaggar. Adoxastia ingår i familjen plattnosbaggar.
Kladogram enligt Catalogue of Life:
| Adoxastia | \| \| Adoxastia drescheri \| \| \| \| \| \| Adoxastia trux \| \| \| \| |
|           | \| \| Adoxastia drescheri \| \| \| \| \| \| Adoxastia trux \| \| \| \| |
|           | Adoxastia drescheri                                                    |
|           |                                                                        |
|           | Adoxastia trux                                                         |
|           |                                                                        |